# Jermale Hines
(en) Statistiques sur pro-football-reference
Jermale Hines (né le 11 novembre 1987 à Cleveland) est un joueur américain de football américain. Il joue actuellement avec les Mountain Lions de Sacramento.

## Carrière

### Université
Hines étudie à l'université d'État de l'Ohio où il joue pour l'équipe de football américain des Buckeyes. En 2007, il commence à jouer dans l'équipe spéciale avant d'être positionné comme safety en 2008 et de faire trente-et-un tacles. La saison suivante, il est nommé safety titulaire et fait cinquante-sept tacles. Lors de sa dernière saison, il est nommé dans l'équipe de la conférence Big 10.

### Professionnel
Jermales Hines est sélectionné au cinquième tour du draft de la NFL de 2011 par les Rams de Saint-Louis au 158e choix. Il joue la pré-saison 2011 avec Saint-Louis et est conservé dans l'effectif pour l'ouverture de la saison mais il est libéré le 27 septembre. Le lendemain, il signe avec les Colts d'Indianapolis. Le 4 octobre, il quitte Saint-Louis pour les Panthers de la Caroline où il reste un mois avant d'être remercié le 15 novembre.
Le 30 novembre, il revient chez les Colts d'Indianapolis et entre au cours de cinq matchs avec cette équipe. Il est libéré le 1er septembre 2012, peu avant la saison 2012. Hines décide alors de se diriger vers l'United Football League et signe avec les Mountain  Lions de Sacramento.

## Palmarès
- Équipe de la conférence Big 10 2010